# Pravidla zisku
Pravidla zisku (v anglickém originále Rules of Acquisition; v původním českém překladu Pravidla poznání) je v pořadí sedmá epizoda druhé sezóny seriálu Star Trek: Stanice Deep Space Nine.

## Příběh
Velký nagus Zek plánuje zahájit obchodní aktivity Ferengů v Gamma kvadrantu. Hodlá zakoupit velké množství tulasinkového vína od druhu jménem Dosiané. Zek pověří Quarka jako svého zástupce a Quark požádá Pel, jednoho ze svých číšníků, aby mu asistoval. Co Quark neví, je, že Pel je žena. Ferengské ženy nemají dovoleno nosit oděv, vydělávat peníze, a dokonce ani opustit planetu Ferenginar, takže Pel musí svou pravou totožnost skrývat. Ukáže se však, že Pel je šikovný asistent.
Na schůzce s Dosiany požadují Quark a Pel 10 000 sudů vína, ale Dosiané jim nabídnou jen polovinu. Téměř se jim podaří uzavřít dohodu, když Zek informuje Quarka, že chce 100 000 sudů. Když Dosiané slyší tento požadavek, opustí stanici. Zek se rozčílí, ale Pel mu řekne, že s Quarkem plánují navštívit Dosiany přímo v Gamma kvadrantu. Oba pak cestují na domovskou planetu Dosianů a zjišťují, že se podobají Ferengům v touze po zisku a Klingonům bojovnou povahou.
Dosiané, s nimiž Quark a Pel prve jednali, jejich nabídku stále odmítají. Jiný Dosian jim řekne, že ani na celé planetě dohromady není 100 000 sudů vína, ale nabídne jim zprostředkování kontaktu s Karemmy. Jde o mocné členy něčeho, co se nazývá Dominion. Když Quark a Pel slyší toto jméno, uvědomí si, jaké jsou Zekovy skutečné plány. Nezajímá ho víno, chce se dozvědět víc o Dominionu.
Když se vrátí na stanici s prázdnýma rukama, Zek řekne Quarkovi a Pel, že úmyslně požadoval víc vína, než mohli Dosiané poskytnout, aby se dostal do kontaktu s někým z Dominionu. Když byli Quark a Pel pryč, odhalil Rom skutečnou totožnost Pel. Řekne o tom Quarkovi, který omdlí. Když přijde k sobě, nařídí Romovi, aby o tom nikomu neříkal, protože by to zničilo jeho kariéru. Pel později odhalí svou totožnost Zekovi sama, ale když Zek pohrozí, že půjdou oba do vězení, uvědomí si zároveň, že i on sám s Pel obchodoval. Dohodnou se, že totožnost Pel zůstane tajemstvím a Pel odlétá za novým životem do Gamma kvadrantu.

## Zajímavosti
- V této epizodě je vůbec poprvé zmíněn Dominion. Úmyslně se tak stalo v komediálně laděné epizodě, aby se zastřela jeho pozdější důležitost.
- Je to první epizoda, kde vystupuje ferengská žena. Jedinou další, kterou lze ve Star Treku vidět, je Quarkova a Romova matka Ishka.
- Herec Brian Thompson (Inglatu) se zde ujímá své druhé startrekové role. Poprvé ztvárnil poručíka Klaga v epizodě „Věc cti“ seriálu Star Trek: Nová generace. Dále bude hrát Jem'Hadara jménem Toman'torax ve epizodě „Až do smrti“ Stanice Deep Space Nine a admirála Valdorea v epizodách „Babylon Jedna“, „Spojenci“ a „Aenarové“ seriálu Star Trek: Enterprise.